# Frimmersdorf (Vestenbergsgreuth)
Frimmersdorf ist ein Gemeindeteil des Marktes Vestenbergsgreuth im Landkreis Erlangen-Höchstadt (Mittelfranken, Bayern). Die Gemarkung Frimmersdorf hat eine Fläche von 8,483 km². Sie ist in 1141 Flurstücke aufgeteilt, die eine durchschnittliche Flurstücksfläche von 7434,63 m² haben. In ihr liegen neben dem namensgebenden Ort die Gemeindeteile Unterwinterbach und Weickersdorf.

## Geographie
Durch das Dorf fließt die Kleine Weisach. Im Nordwesten befinden sich die Waldgebiete Distelteich und Kleiner Winterbachwald, im Nordosten das Flurgebiet Rosenleite, im Südwesten der Sandknock. Im Südosten gibt es ebenfalls ein größeres zusammenhängendes Waldgebiet. Die Kreisstraße ERH 18 verläuft an Hermersdorf vorbei nach Dutendorf (3,3 km westlich) bzw. nach Unterwinterbach (1,3 km nordöstlich). Eine Gemeindeverbindungsstraße verläuft nach Fetzelhofen (1,8 km östlich).

## Geschichte
Der Ort wurde um 1100 als „Frimmerheresdorf“ erstmals urkundlich erwähnt. Das Bestimmungswort des Ortsnamens ist Fridmar, der Personenname des Ortsgründers. Aus der Urkunde geht hervor, dass eine Edelfreie Bertha dem Kloster Michelsberg ihr Eigengut Frimmersdorf samt Wald schenkte. In der Folgezeit gingen deren Ansprüche an andere Herrschaften über. Die Reichsstadt Nürnberg, die den größten Einfluss im Ort hatte, löste in der Reformationszeit Frimmersdorf aus dem Pfarrverband Höchstadt und wies dieses der neu gebildeten protestantischen Pfarrei Lonnerstadt zu.
Gegen Ende des 18. Jahrhunderts gab es in Frimmersdorf 16 Anwesen und ein Gemeindehirtenhaus. Das Hochgericht südlich des Bachs wurde vom bambergischen Centamt Höchstadt ausgeübt, nördlich des Bachs vom Castell’schen Amt Burghaslach. Die Dorf- und Gemeindeherrschaft hatte das nürnbergische Rittergut Rezelsdorf. Grundherren waren das Hochstift Bamberg (Kastenamt Höchstadt: 4 Güter; Kastenamt Wachenroth: 1 Halbhof), die Reichsstadt Nürnberg (Spitalamt: 1 Hof), Nürnberger Eigenherren (Löffelholz: 2 Güter, Peller: 1 Sölde), das Rittergut Rezelsdorf (3 Güter, 1 Mühle), das Rittergut Vestenbergsgreuth (1 Hof, 1 Gut) und das Rittergut Weingartsgreuth (1 Hof).
1806 kam Frimmersdorf an das Königreich Bayern. Im Rahmen des Gemeindeedikts wurde 1808 der Ort dem Steuerdistrikt Unterwinterbach zugeordnet. 1818 entstand die Ruralgemeinde Frimmersdorf, zu der Unterwinterbach, Warmersdorf und Weickersdorf gehörten. Sie war in Verwaltung und Gerichtsbarkeit dem Landgericht Höchstadt zugeordnet und in der Finanzverwaltung dem Rentamt Höchstadt. In der freiwilligen Gerichtsbarkeit unterstanden vier Anwesen dem Patrimonialgericht (PG) Frimmersdorf (Kreß, bis 1830), sechs Anwesen dem PG Frimmersdorf (Peller, bis 1834), ein Anwesen dem PG Pommersfelden (bis 1848), zwei Anwesen dem PG Rauschenberg-Frimmersdorf, zwei Anwesen dem PG Vestenbergsgreuth (bis 1848), ein Anwesen dem PG Weingartsgreuth (bis 1848). Am 9. September 1854 wurde Warmersdorf nach Weingartsgreuth umgemeindet. Ab 1862 gehörte Frimmersdorf zum Bezirksamt Höchstadt an der Aisch (1939 in Landkreis Höchstadt an der Aisch umbenannt) und weiterhin zum Rentamt Höchstadt (1919 in Finanzamt Höchstadt umbenannt, 1929–1972: Finanzamt Forchheim, seit 1972: Finanzamt Erlangen). Die Gerichtsbarkeit blieb beim Landgericht Höchstadt (1879 in das Amtsgericht Höchstadt an der Aisch umgewandelt), von 1959 bis 1973 war das Amtsgericht Forchheim zuständig, seitdem ist es das Amtsgericht Erlangen. Die Gemeinde hatte eine Gebietsfläche von 8,477 km².
Am 1. Januar 1974 wurde Frimmersdorf in den Markt Vestenbergsgreuth eingegliedert.

### Baudenkmäler
- Haus Nr. 8: Dazugehöriges Kleinhaus
- Haus Nr. 14: Satteldachbau

### Einwohnerentwicklung
Gemeinde Frimmersdorf
| Jahr      | 1819   | 1840   | 1852   | 1855   | 1861   | 1867   | 1871   | 1875   | 1880   | 1885   | 1890   | 1895   | 1900   | 1905   | 1910   | 1919   | 1925   | 1933   | 1939   | 1946   | 1950   | 1952   | 1961   | 1970   |
| Einwohner | 376    | 324    | 299    | 295    | 306    | 309    | 298    | 292    | 315    | 307    | 303    | 316    | 313    | 300    | 286    | 258    | 262    | 275    | 246    | 395    | 351    | 319    | 289    | 295    |
| Häuser    |        |        |        |        |        |        | 54     |        |        | 55     | 56     |        | 55     |        |        |        | 51     |        |        |        | 55     |        | 60     |        |
| Quelle    | [ 13 ] | [ 14 ] | [ 14 ] | [ 14 ] | [ 15 ] | [ 16 ] | [ 17 ] | [ 18 ] | [ 19 ] | [ 20 ] | [ 21 ] | [ 14 ] | [ 22 ] | [ 14 ] | [ 23 ] | [ 14 ] | [ 24 ] | [ 14 ] | [ 14 ] | [ 14 ] | [ 25 ] | [ 14 ] | [ 10 ] | [ 26 ] |

Ort Frimmersdorf
| Jahr      | 001819 | 001861 | 001871 | 001885 | 001900 | 001925 | 001950 | 001961 | 001970 | 001987 | 002020 |
| Einwohner | 146    | 197    | 187    | 196    | 207    | 164    | 207    | 196    | 201    | 193    | 359    |
| Häuser    |        |        |        | 34     | 35     | 33     | 35     | 39     |        | 54     |        |
| Quelle    | [ 13 ] | [ 15 ] | [ 17 ] | [ 20 ] | [ 22 ] | [ 24 ] | [ 25 ] | [ 10 ] | [ 26 ] | [ 27 ] | [ 1 ]  |

## Religion
Der Ort ist seit der Reformation evangelisch-lutherisch geprägt und nach St. Oswald (Lonnerstadt) gepfarrt. Die Einwohner römisch-katholischer Konfession sind nach St. Georg (Höchstadt an der Aisch) gepfarrt.